# Vickers–Berthier
A Vickers–Berthier (VB) é uma metralhadora leve produzida pela empresa Vickers-Armstrong. Esta foi adotada pelo Exército Indiano Britânico e participou especialmente em combates durante a Segunda Guerra Mundial, além de outros conflitos.

## História

### Metralhadora Berthier
O Vickers-Berthier foi baseado em um projeto francês desenvolvido pouco antes da Primeira Guerra Mundial. Foi proposto para uso de infantaria, como Fusil Mitrailleur Berthier Modèle 1910, Modèle 1911, Modèle 1912, Modèle 1916 e Modèle 1920. Também foi proposto em 1918 ao Exército dos EUA, que o recusou. Uma versão posterior, o Fusil Mitrailleur Berthier Modèle 1922 da Manufacture d'armes de Châtellerault, competiu pela substituição da metralhadora Chauchat no exército francês, mas o Fusil Mitrailleur modèle 1924 foi adotado.

### Metralhadora Vickers-Berthier
Em 1925, a Vickers na Grã-Bretanha comprou os direitos de licença do Berthier Modelo 1922 para produção em sua fábrica de Crayford, de forma a substituir a metralhadora Lewis. Esta era uma alternativa à metralhadora Vickers, refrigerada a água fabricada pela mesma empresa. A nova arma usava um mecanismo de gás e ferrolho basculante semelhante ao da metralhadora Bren, sendo também refrigerada a ar e tendo um cano removível. Esta foi adotado pelo Exército Indiano em 1933. O Exército Britânico realizou testes, em 1932, de várias metralhadoras leves, sendo que a Vickers–Berthier estava em competição direta com a ZB vz.26. O Exército Britânico adotou esta última, modificada e conhecida como "metralhadora leve Bren". Uma linha de produção para a metralhadora leve Vickers-Berthier Mk 3 foi estabelecida na fábrica de rifles Ishapore. 

## Aparência e design
A Vickers-Berthier tem um carregador de caixa de 30 cartuchos e um suporte para bipé. A metralhadora é muitas vezes confundida com a Bren, pois ambos usavam um carregador curvo para acomodar o cartucho britânico .303.
Era um pouco mais pesada, pesando 11kg (24lb), do que o Bren, que pesava 10kg (22lb). Também era um pouco mais longa e mais difícil de guardar. A Vickers-Berthier também tinha uma taxa cíclica mais lenta, de 500 rpm. A única grande vantagem que a arma tinha sobre o Bren era o design muito mais simples; ela poderia ser produzida de forma mais eficiente e em maior número.
A metralhadora existiu em cinco versões: 
- Mk I;[9]
- Mk II;[9]
- Mk II leve;[9]
- Mk III;[9]
- Mk IIIB;[9]

O Mark 1 foi introduzido em 1928, o Mark 2 em 1931 e o Mark 3 em 1933.

## Uso por países
Além das forças militares indianas, a mesma foi vendida para países como a Letônia e a Bolívia, mas o projeto foi modificado para a metralhadora Vickers K, para uso em aeronaves, chamada de Vickers Gas Operated (VGO).
No serviço indiano, a Vicker-Berthier foi substituída em 1942 pela Bren , mas continuou a servir com unidades de reserva do Exército Indiano até á década de 1980.

### Usuários

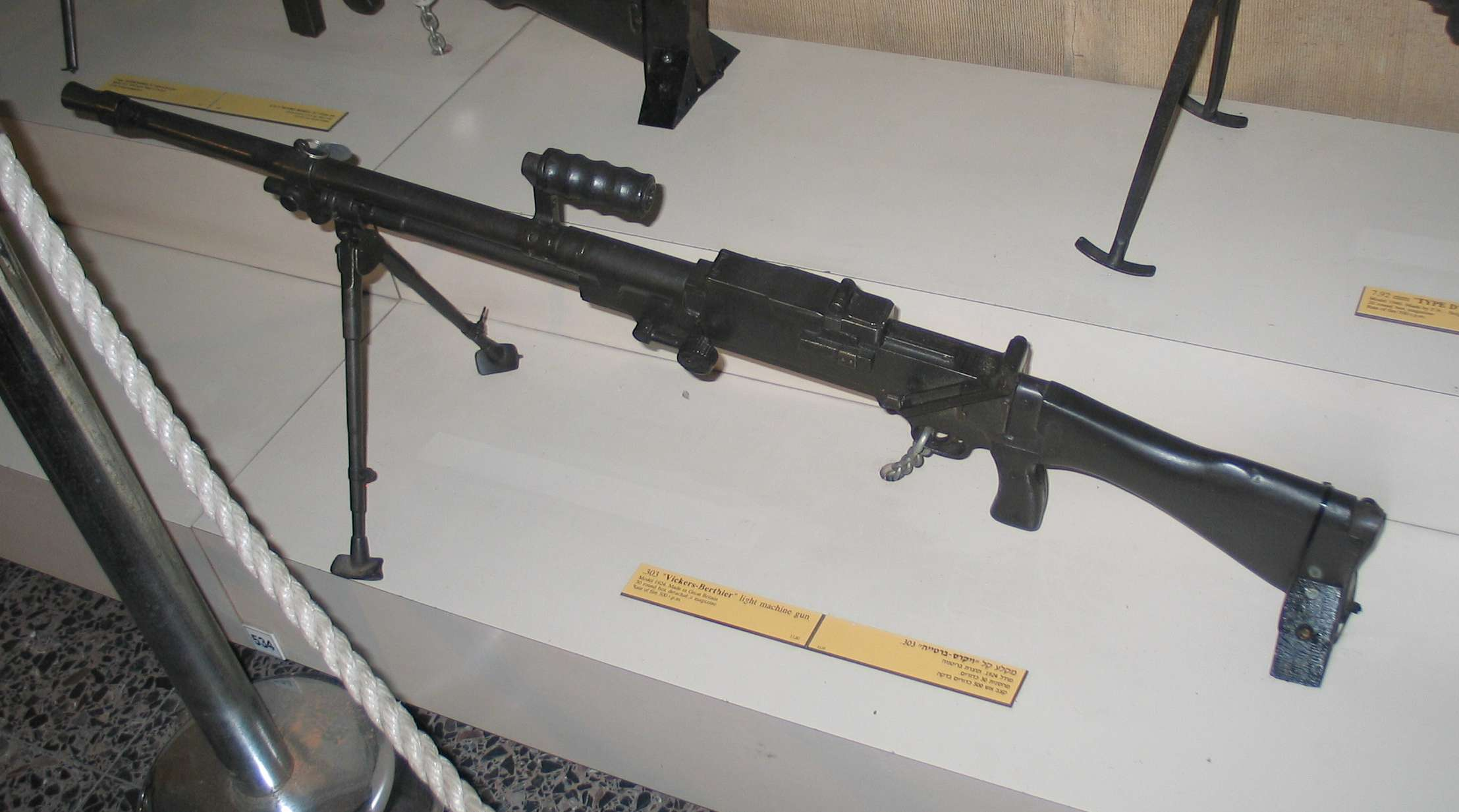
Vickers–Berthier em exposição no Museu Batey ha-Osef

- Bolivia[13]
- Índia britânica[6]
- Índia[6]
- Letónia:[14] Vickers–Berthier Mk I, mais de 800 até Abril de 1936[15][16]
- Paraguai: Capturadas da Bolívia[13]
- Portugal: Adquiridas em pequenos números,[1] nomeada de m/931[17]
- Reino da Espanha: small numbers bought[1]
- República Espanhola: 322 vendidas pelo Paraguai em 1936[13]
- United Kingdom: Uso limitado[15]
- Afghanistan: Usado pelo Talibã

### Aquisições fracassadas
- Romania: Vickers–Berthier testada entre 1927-1928, sem sucesso[18]
- Grécia: Testada pelo Exército Grego em 1925, que acabaria por escolher a Hotchkiss M1922[19]

## Links externos
- ""Rifle-Machine Gun Increases Efficiency of Infantry" Popular Mechanics.Artigo inicial de Dezembro de 1930, com fotos da primeira Vickers-Berthier.
- Patentes de Berthier para metralhadoras duplas :US 1446635,FR 515677,GB 143529